# Horizon (computerspelserie)
Horizon is een serie van actierollenspellen (ARPG's) ontwikkeld door Guerilla Games en die zijn gepubliceerd door Sony Interactive Entertainment. Het eerste spel in de reeks verscheen in 2017.

## Beschrijving
De spelserie bestaat uit twee hoofdtitels, Horizon Zero Dawn en Horizon Forbidden West, naast een spin-off onder de naam Horizon Call of the Mountain.
Het hoofdthema binnen de spelserie is een post-apocalyptische wereld in de 31e eeuw. De mensheid leeft verspreid in primitieve groepen met wisselende niveaus van technologische ontwikkeling. De vier hoofdstammen zijn de Nora, Banuk, Carja en Oseram.
De speler bestuurt het hoofdpersonage Aloy, een 16-jarige jager die de identiteit van haar moeder probeert te achterhalen.
In mei 2022 startte Netflix met de ontwikkeling van een liveactionserie gebaseerd op de spelserie.

## Spellen in de reeks
- Horizon Zero Dawn (2017)
- Horizon Forbidden West (2022)
- Horizon Call of the Mountain (2023, spin-off)